# Funivie di Oropa
Le funivie di Oropa sono un complesso di impianti di risalita costruiti a partire dal 1926. L'impianto collega il santuario di Oropa con Oropa Sport (la stazione di monte del primo troncone, situata nei pressi del lago del Mucrone) . Dall’arrivo della funivia era possibile, tramite una cestovia, giungere fino al Monte Camino. Entrambi gli impianti sono fuori servizio dalla fine del 2021, a seguito di un guasto tecnico alla funivia, tuttora non riparato. Una terza tratta, quella tra Oropa Sport e l'anticima del Mucrone, è stata dismessa già dal 1982.

## Storia
Il primo troncone della funivia fu costruito nel 1926, a integrare un insieme di installazioni a servizio del turismo destinato al santuario fra cui la già celebre tranvia Biella-Oropa, inaugurata nel 1911.
L'impianto, realizzato da Luis Zuegg, fu il secondo realizzato in Italia ed era all'epoca quello che raggiungeva la quota maggiore. Era sostenuto da tre pilastri intermedi, due dei quali sono rimasti in opera; consentiva di trasportare 120 persone all'ora. L'impianto venne totalmente rinnovato nel 1961 con una lieve modifica del tracciato.
Nel 1971 a partire dalla stazione di monte dell'impianto fu possibile raggiungere, grazie ad una cestovia, la sommità del Monte Camino e il rifugio Capanna Renata, situato a brevissima distanza dalla vetta della montagna. Questa tratta è stata chiusa al pubblico nel 2012 ma, anche in risposta ad una petizione firmata da centinaia di cittadini, è stata rimessa in funzione grazie ad un finanziamento pubblico. Una terza tratta funiviaria, che collegava Oropa Sport con l'anticima del Monte Mucrone a quota 2.191, fu invece dismessa a partire dal 1982. La sua stazione di monte, in pessime condizioni, è tuttora presente e ben visibile dal basso, mentre quella di valle è stata recentemente demolita come stabilito da un accordo di programma tra la fondazione proprietaria e il comune di Biella.

## Servizi accessori

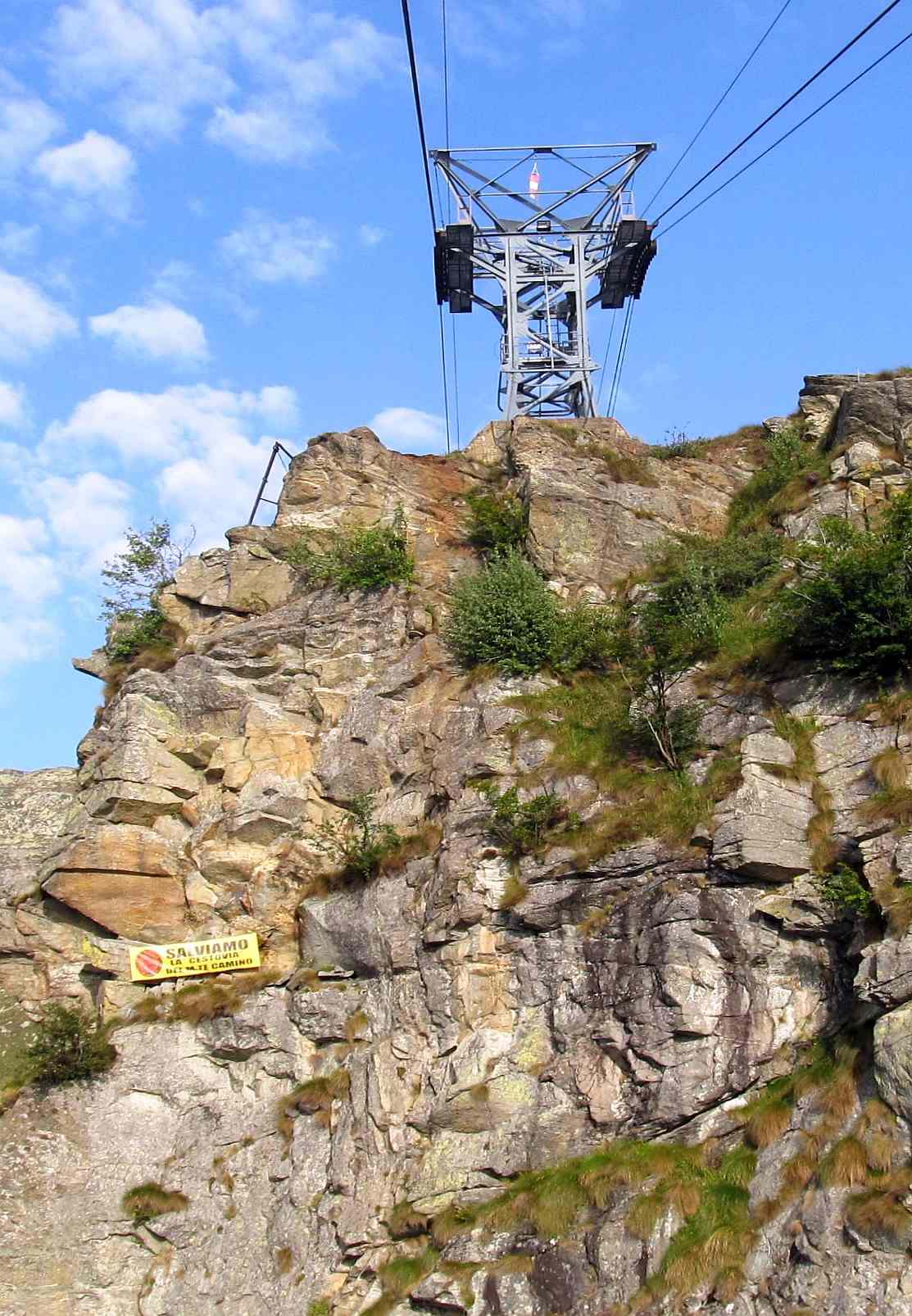
Il pilone intermedio

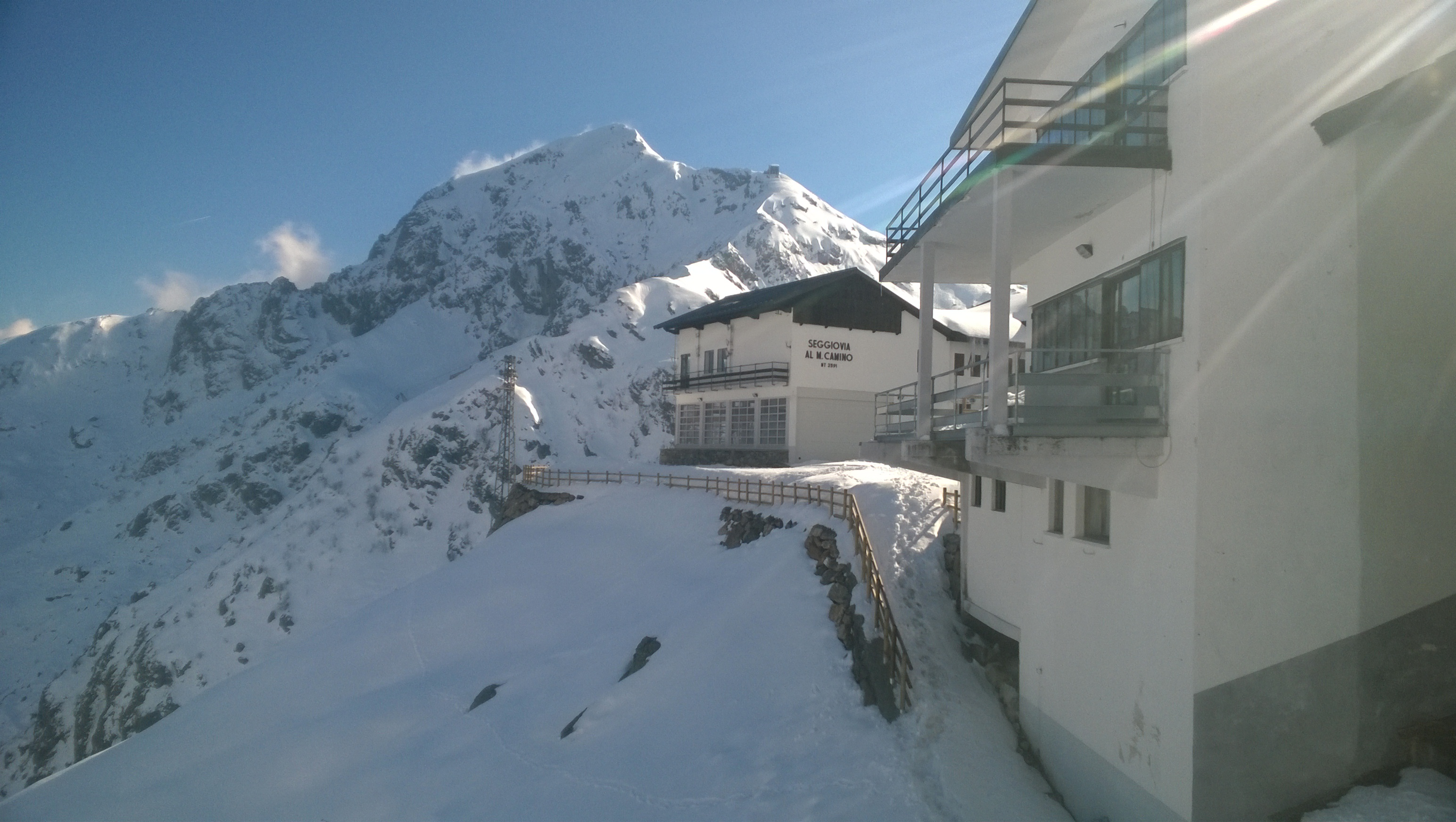
La stazione di monte d'inverno

Nella stazione di valle della funivia è in funzione un bar-ristoro attivo negli orari di apertura dell'impianto. In caso di arresto prolungato della funivia è attivo un accordo con il Soccorso Alpino per garantire in sicurezza l'eventuale evacuazione dell'impianto.

## Sport

### Sci
La tratta Oropa Sport-Monte Camino è utilizzata d'inverno come impianto di risalita a servizio dell'area free-ride (ex piste Nanni Serralunga e Malpartus) che collega la cima della montagna con Oropa Sport. Anche la tratta che raggiungeva l'anticima del Mucrone era utilizzata principalmente dagli sciatori, ma in questa zona la difficoltà delle piste era decisamente maggiore.
Attorno al monte Rosso a partire dal 1948 si svolge una gara di sci alpinismo a tecnica classica chiamata Periplo del Rosso.

### Alpinismo ed escursionismo
Dalla stazione di monte della funivia è possibile raggiungere in circa dieci minuti di cammino il Lago del Mucrone. Da Oropa Sport partono inoltre numerose escursioni e vie alpinistiche che raggiungono le cime che fanno da corona al santuario di Oropa (monte Mucrone, monte Rosso, punta della Barma, monte Camino, monte Tovo), e transita anche la Grande Traversata delle Alpi. Nella zona attorno al nuovo ed al vecchio pilone intermedio della funivia si sviluppano alcune vie di arrampicata e la ferrata Nito Staich.

### Mountain bike
Durante la stagione estiva è possibile viaggiare con la mountain bike sulla funivia scendendo poi verso Pollone o Biella con vie di discesa di varia difficoltà e lunghezza.

### Pesca
Il lago del Mucrone è piuttosto pescoso e qualche anno fa vi si teneva una gara di pesca annuale.